# Kronologija Domovinskog rata: travanj 1990.

### 1. travnja
- Općinski izbori u Hrvatskoj održat će se 22. o.m., predizborna aktivnost političkih stranaka već je u tijeku, održavanju se dogovori i predizborni skupovi, zidovi i stupovi uz prometnice obljepljuju se predizbornim plakatima, slikama i parolama kandidata.[1]
- Po završetku 12. kongresa Saveza socijalističke omladine Hrvatske raspuštena je ta organizacija, te zaključeno da se osnuje savez omladine Hrvatske.[1]

### 2. travnja
- U selu Berak nedaleko Vukovara za vrijeme održavanje osnivačke skupštine HDZ-a dogodio se incident kojeg su inicirali Srbi iz tog sela, ali i pridošli iz okolnih mjesta.[1]

### 3. travnja
- Komanda Pete vojne oblasti demantirala tvrdnje pojedinih stranačkih lidera izrečena na susretu s predsjednikom Predsjedništva SRH da će JNA ometati izbore te da će tenkovima izaći na ulice.[1]

### 6. travnja
- U Kninu boravio Vojislav Šešelj, predsjednik Srpske radikalne stranke, te najavio pomoć krajini s 10.000 svojih četnika.[1]
- Plan oružane pobune u Republici Hrvatskoj, kako ocjenjuju stručnjaci za vođenje specijalnih propagandnih operacija, ostvaruje se točno po svjetski poznatim iskustvima sličnih pobuna u Sjevernoj Irskoj, Libanonu, Baskiji, Vijetnamu i drugdje.[1]

### 8. travnja
- Stanovnici Slovenije izašli su na prve poslijeratne višestranačke, tajne i neposredne izbore, na kojima su birali predsjednika Predsjedništva Republike Slovenije, četiri člana Predsjedništva i delegate Društveno-političkog vijeća i Vijeća općina republičke Skupštine.[1]

### 10. travnja
- Na predstavljanju Srpske narodne obnove u Pančevu njezin čelnik Mirko Jović prvi put javno rekao da je jadranska obala oduvijek bila srpska od Bojane do Rijeke, a da su najveće srpske luke Split i Rijeka.[1]

### 22. travnja
- U Hrvatskoj prvi put nakon drugog svjetskog rata održani slobodni višestranački izbori za općinska vijeća i saborske zastupnike.[2]

### 23. travnja
- Održani izbori za odbornike i zastupnike u vijećima udruženog rada općina i Sabora Republike Hrvatske, gdje su pravo glasa imali samo zaposleni. (i učenici srednjih škola)[2]

### 24. travnja
- Veliko vijeće Okružnog suda u Titovoj Mitrovici, nakon 69 dana suđenja, izreklo oslobađajuću presudu za Azema Vlasija i ostale optužene kosovske Albance u procesu koji je imao sva obilježja političkog procesa.[2]

### 25. travnja
- Sabor Socijalističke Republike Hrvatske na sjednici Vijeća općina i Društveno-političkog vijeća donio Ukaz o proglašenju Zakona o političkim organizacijama.[2]

### 26. travnja
- Mnogi Zrenjaninci s negodovanjem i ogorčenjem pratili skidanje svijetlećeg natpisa Tito, petokrake zvijezde i srpa i čekića s najviše kupole zgrade Skupštine općine u samom središtu grada a sve po nalogu predsjednika Skupštine.[2]

### 27. travnja
- Prema konačnim podacima o rezultatima izbora u prvom krugu za zastupnike u Društveno-političko i Vijeće općina Sabore Socijalističke Republike Hrvatske zasad poznato 116 zastupnika, a najviše ih je iz HDZ-a.[2]